# 城堡法院

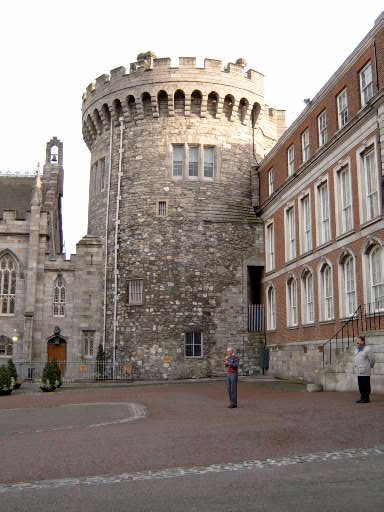
都柏林城堡為城堡法院的所在地，圖示照片為現今的檔案塔；而原來的城堡法庭已不復存在.

城堡法院（Court of Castle Chamber；Star Chamber；Court of Castle Chamber in Ireland；愛爾蘭城堡法庭）為在十六及十七世紀運作之具有特殊管轄權的愛爾蘭法院。
城堡法院是由女王伊麗莎白一世於1571年所成立，用以處理騷亂與其他違反公共秩序的罪行、以及威脅王室安全的所有罪行的審判法院。它明確地模仿英國星室法庭，通常亦被稱為"星室法院"(Star Chamber)。城堡法院自己的名稱"Court of Castle Chamber"中之"Chamber"(已不再存在)一詞是表示專為都柏林城堡所建造的，且位於正門上方之房室。"城堡法院"(Castle Chamber)在其早期的幾十年裡，猶如"星室法庭"(Star Chamber)一般，非常受到公眾的歡迎；在以抱怨騷亂或公共秩序混亂為表面原因之下，公眾將他們的私人訴訟帶到城堡法院來處理，之後者城堡法院卻都以在審理私人企業等之訴訟業務。儘管如此，城堡法院審理私人案件的管轄權經常受到質疑，直到1634年管轄權才得到最終的確認。
在十七世紀，城堡法院像英國法院一樣，被斯圖亞特王朝視為在英倫三個王國裡為強化王室政府執行法律的的必要工具；而城堡法院也變成相當的不受歡迎。第一代斯特拉福德伯爵托马斯·温特沃斯執掌愛爾蘭總督(1632-1641)期間幾乎擁有極大的權力，並將城堡法院作為迫害他政敵的主要工具，也是他在1641年垮台與被殺的主要原因之一。於1641年愛爾蘭叛亂造成的政治動盪期間，城堡法院只是停止運作；儘管沒有任何記錄證明法院已被正式廢除。在1660年王政復辟之後，城堡法院再也沒有恢復了。

## 外部連結
- A Star Chamber Court in Ireland: The Court of Castle Chamber, 1571-1641, by Jon G. Crawford （页面存档备份，存于）
- Star Chamber Court in Ireland: the Court of Castle Chamber, 1571-1641 （页面存档备份，存于）
- 愛爾蘭城堡法庭,court of castle chamber in Ireland （页面存档备份，存于）

template:Kingdom of Ireland